# 新加坡戰役
新加坡戰役（英語：Battle of Singapore），也稱為新加坡的陷落（英語：Fall of Singapore），是第二次世界大戰東南亞戰區中的一場關鍵戰役。大日本帝國陸軍在1942年2月8日至15日間攻擊由盟軍守衛、大英帝國所屬的海峽殖民地，最終取得決定性的勝利，成功佔領新加坡島，並成為英國軍史上最大規模的投降。 此戰，日軍僅以傷亡約5,000人的代價，斃傷俘了盟軍85,000人，可謂以少勝多。新加坡是大英帝國在東南亞最重要的軍事要塞和經濟港口，對英國兩次世界大戰期間的防禦戰略至關重要。
戰鬥開始前，日軍大約30,000人在山下奉文中將的指揮下在馬來亞戰役中沿著馬來亞半島南下，守衛馬來亞和新加坡的盟軍錯誤地認為日軍無法在叢林地形通行，日軍卻迅速前進，盟軍的防禦很快被日軍包抄。盟軍在新加坡有85,000人，由英國陸軍馬來亞司令部總司令白思華中將指揮，但許多部隊兵力不足而且缺乏實戰經驗。盟軍兵力雖然超過日軍兵力，但新加坡島上大部分的飲用水是從馬來亞的蓄水池抽取的。盟軍從馬來亞撤退到新加坡時摧毀了新柔長堤，迫使日軍臨時想辦法渡過柔佛海峽。新加坡的防守對英軍來說非常重要，以致於英國首相溫斯頓·丘吉爾命令白思華無論如何都要守到底。
1942年2月8日，日軍攻擊盟軍在新加坡防禦最弱的西北部莎琳汶沙灘，成功地搶灘並登陸。白思華曾預料日軍會在從北部渡過柔佛海峽，但未能及時增援。盟軍在溝通和領導方面失敗，西北部和北部附近沒有其它防禦陣地或預備軍。日軍繼續前進，盟軍的補給開始耗盡。到了到2月15日，新加坡島上的大約100萬平民為了逃難已擠進盟軍控制的剩餘地區，地面積約全島的1%。日軍轟炸機不斷轟炸民用供水系統，日軍的補給也逐漸開始耗盡了，山下奉文也希望避免雙方在城鎮裡交戰。
自戰鬥開始以來，日軍第二次要求盟軍無條件投降。2月15日下午，白思華向山下奉文投降，大約有80,000英國、印度、澳洲和英聯邦地區的士兵成為戰俘，加入馬來亞戰役中被俘的50,000戰俘；許多戰俘後來死於照顧不周、虐待、強行勞役或死亡行軍。盟軍投降三天后，日軍針對當地華人進行肅清大屠殺，殺害了數千平民。日軍佔領新加坡直到戰爭結束。大約40,000印度戰俘（大部分是應徵入伍的）加入了印度國民軍並參與緬甸戰役。丘吉爾將新加坡的陷落稱為英國軍事史上最嚴重的災難。 新加坡的陷落、馬來亞海戰以及1942年的其它軍事失敗都嚴重損了大英帝國的威望，從而促成了戰後英國對該地區殖民統治的結束。

## 背景

### 戰爭的爆發
兩次世界大戰期間，1923年英日同盟失效後，英國在新加坡北部三巴旺（Sembawang）建立了海軍基地，作為新加坡戰略的一部分，是英軍在東南亞地區防禦規劃的重要組成部分。在此期間，由於財務限制，海軍基地的建設工作受阻。當太平洋戰爭爆發時，新加坡戰略原先的關鍵前提已經隨著戰況的變化而在很大的程度上失去關聯性了。 1940年至1941年間，由於日本侵略中國和法屬印度支那，同盟國對日本實施貿易禁運。 日軍在1940年7月制定了奪取新加坡的基本戰略，沒有因為在1940年年底至1941年年底獲得了新情報而改變戰略，但確認了這項戰略。 1940年11月11日，德國襲擊巡洋艦亞特蘭提斯號（Atlantis）在印度洋捕獲了英國輪船奧托梅冬號（Automedon），發現寫給英軍遠東司令部總司令羅伯特·布魯克-波帕姆（Robert Brooke-Popham）空軍上將的文件，文件中有關於新加坡弱點的資訊。1940年12月，德軍將這些文件的副本交給日軍。日軍情報部門破解了英軍的密碼，於1941年1月解讀了從新加坡發送至倫敦的信息，內容中詳細地埋怨並提到了新加坡要塞的軟弱狀態。日軍起初覺得信息中承認新加坡弱點的語態太坦承了，懷疑是英軍故意放出的假信息，但後來和從奧托梅冬號獲得的文件核對才確認信息是真實的。
由於在中國的軍事行動和工業方面的消耗，日本的石油儲備迅速地耗盡。1941年下半年，日本開始準備開戰，以便在以和平方式購買重要資源失敗的情況下用武力奪取資源。日軍規劃者制定了一項廣泛的計畫，同時進攻英國、荷蘭和美國的領土。日軍會在香港和馬來亞登陸，再從馬來亞南下通過新柔長堤攻取新加坡，然後再進攻荷屬東印度群島石油資源豐富的婆羅洲和爪哇島。與此同時，日軍也會偷襲在珍珠港的美國太平洋艦隊，在菲律賓登陸，並攻擊關島、威克島和吉爾伯特群島。 日軍進行這些行動後會在攻下的地區內鞏固防禦，建立一條從印度緬甸邊境到威克島並穿越馬來亞、荷屬東印度、新幾內亞、新不列顛、俾斯麥群島、馬紹爾群島和吉爾伯特群島的防線，用來阻止同盟國奪回失地並挫敗他們的鬥志。

### 馬來亞戰役
日軍第25軍從中南半島入侵馬來亞，於1941年12月8日以兩棲攻擊攻入泰國和馬來亞北部。 泰國皇家軍隊起初在前5至8小時內抵抗日軍，但隨後泰國與日本簽署了停火協議和友好條約，並向英美兩國宣戰。日軍接着從泰國陸地取道，通過泰國馬來亞邊境進攻馬來亞。與此同時，日軍飛機首次轟炸新加坡。
日軍在馬來亞北部遭到盟軍印度第3軍的抵抗。儘管日軍在馬來亞和新加坡的兵力不及盟軍，他們集中兵力攻擊盟軍，盟軍也不主動出擊，而日軍在密接空中支援、裝甲部隊、協調、戰術和作戰經驗方面勝過盟軍。英軍的傳統軍事思維認為日軍處於劣勢，馬來亞的叢林難以通行，因此盟軍疏於防範，日軍能連續利用盟軍的弱點包抄他們倉促建立的防線。 新加坡戰役之前，日軍在麻坡戰役中遭遇了盟軍澳洲第8步兵師和印度第45步兵旅的頑強抵抗。留守新加坡的盟軍基本上都是駐軍。
馬來亞戰役爆發前，盟軍在新馬一帶只有164架可用的軍用飛機，唯一的戰鬥機型號是不合標準的F2A戰鬥機，由一個紐西蘭皇家空軍中隊、兩個澳洲皇家空軍中隊和兩個英國皇家空軍中隊運作。 據歷史學家彼得·丹尼斯（Peter Dennis）所說，這些飛機「被認為不夠好，不適合在歐洲使用」，主要缺點包括爬升率慢和燃油系統。如果飛行高度超過6,000英尺（1,800），飛行員需要手動操作燃油系統。 與盟軍空軍未經訓練的飛行員和劣質裝備相比，日軍空軍在飛機數量和飛行員訓練方面佔有優勢，因此能獲得制空權。 儘管盟軍空軍在數量和能力方面都處於劣勢，他們的F2A戰鬥機仍能抵抗日軍，澳洲空軍中隊成功擊落至少20架日軍飛機，少數的倖存者後來撤退。

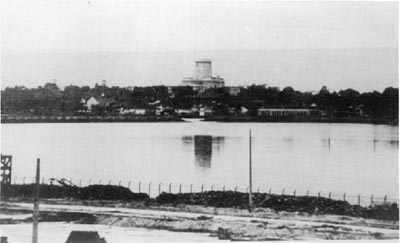
被炸毀的新柔長堤，中間有明顯的缺口

由英國皇家海軍威爾斯親王號戰艦、反擊號戰鬥巡洋艦和四艘驅逐艦組成的Z艦隊於1941年12月8日從新加坡向北航行，準備對抗在馬來亞東海岸登陸的日軍。12月10日，日軍飛機在馬來亞海戰中發現並擊沉了威爾斯親王號和反擊號， 使馬來亞半島東海岸暴露，日軍也因此能夠繼續進行兩棲登陸。日軍迅速地孤立、包圍並迫使防守馬來亞東海岸的印度部隊投降。儘管日軍兵力遠遠不及盟軍，他們還是沿著馬來亞半島前進，壓倒了防守的盟軍。日軍也使用自行車步兵和輕型坦克在叢林中快速移動。盟軍誤以為裝甲部隊不適合用在叢林地形，因此沒有坦克，只有少數裝甲車，與日軍交戰時處於嚴重劣勢。
儘管盟軍方面有更多的部隊（包括澳洲第8步兵師）加入這場戰役，日軍卻成功地阻止他們集結。 日軍攻下馬來亞許多城鎮，繼續南向新加坡。新加坡當時是第二次世界大戰第一個盟軍聯合司令部美英荷澳司令部的據點，控制了印度洋和太平洋之間的主要航運通道。1942年1月14日，澳洲第2/30步兵營在金馬士（Gemas）附近格門切河（Gemencheh River）的主要道路上伏擊日軍，造成日軍許多傷亡。
1942年1月18日至22日，澳洲第2/19和第2/29步兵營以及查爾斯·安德森（Charles Anderson）中校統領的印度第45步兵旅在峇吉里（Bakri）一帶與日軍連續戰鬥，直到在巴力士隆（Parit Sulong）附近耗盡了彈藥，撤退時被迫留下110名澳洲傷兵和40名印度傷兵。這些傷兵後來在1月22日巴力士隆屠殺事件中被日軍毆打、折磨並殺害。 這些盟軍部隊原先有超過3,000人，撤退時只剩下大約500人。安德森後來因為在戰鬥和撤退中表現領導才能，獲得維多利亞十字勳章。 1月25日，約翰·帕金（John Parkin）中校統領的第5/11錫克步兵團在居鑾（Kluang）附近的梁站（Niyor）向日軍發動反擊。1月26日至27日間，澳洲第2/18步兵營也在尼斯代爾莊園（Nithsdale Estate）一帶伏擊日軍，幫澳洲第22步兵旅贏得了時間，從柔佛州東部撤退。1月31日，最後的盟軍部隊從柔佛州撤退到新加坡後，盟軍工兵便炸毀了新柔長堤，阻止日軍渡過柔佛海峽。

## 前奏

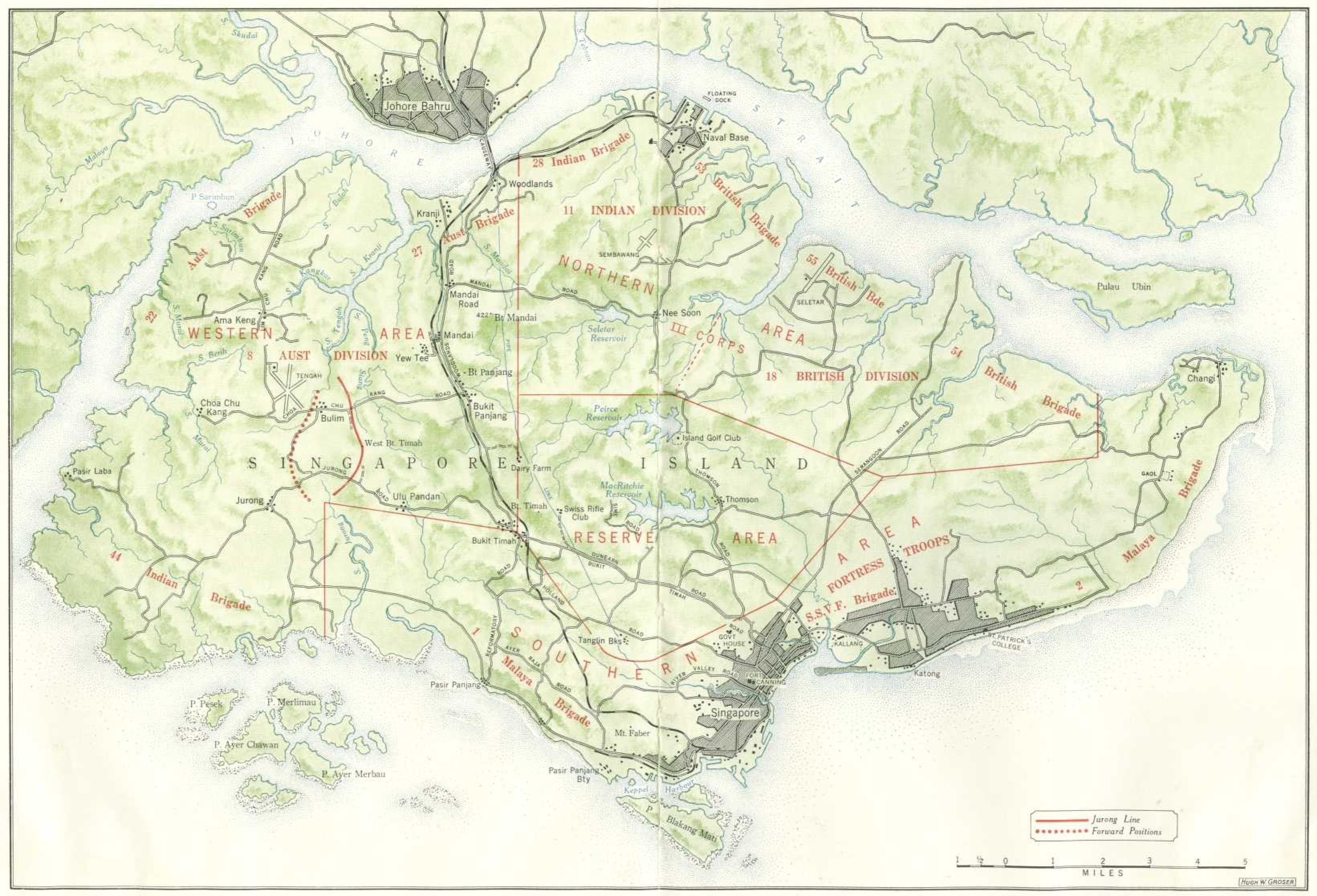
1942年2月上旬的新加坡：盟軍的部署是紅色的，主要的南北交通道是穿過島中心的黑線，以兀蘭路和鐵路組成，連接市中心（東南部）和新柔長堤（中北部）。莎琳汶沙灘位於島的西北角，武吉知馬位於島中心交通道附近，巴西班讓位於市中心和島的西南角之間，「裕廊線」是兀蘭路以西的紅色括號形狀。

在日軍入侵新加坡的前幾周內，盟軍中的高級軍官之間意見分歧，有些壓抑而不發表意見，有些則公開地爭論，澳洲總理約翰·科廷也給予他們壓力。 英國陸軍馬來亞司令部總司令白思華（Arthur Percival）中將麾下有85,000人，至少在紙上的兵力相等於大約四個師。 這85,000人中有15,000負責補給、行政等非戰鬥事務，剩下的是混合前線和後備士兵，一共有49個步兵營，其中包括21個英屬印度步兵營、13個英國步兵營、六個澳洲步兵營、四個負責防守空軍基地的印度國家部隊、三個海峽殖民地志願部隊和兩個馬來亞步兵營。此外，盟軍還有兩個英國機槍營、一個澳洲機槍營和一個英國偵察營。 由默頓·貝克威斯·史密斯（Merton Beckwith-Smith）少將統領的英國第18步兵師剛抵達新加坡，雖然兵力充足，卻缺乏訓練和經驗。其餘的部隊的素質、狀況、訓練、裝備和士氣都參差不齊。澳洲歷史學家萊昂內爾·威格莫爾（Lionel Wigmore）寫道：
「印度步兵營中只有一營兵力充足，第44步兵旅的三個營最近抵達並處於半訓練狀態，九個營剛大量招募新兵並倉促重組，還有四個營正在重組並不適合參與戰鬥。六個英國步兵營（隸屬英國第18步兵師第54和第55步兵旅）才剛抵達馬來亞，其餘的七個營兵力不足。六個澳洲步兵營中有三個營大多數都是從未上陣、訓練不足的新兵。兩個馬來亞步兵營從未參與過戰鬥，而三個海峽殖民地志願部隊只受過粗略的訓練。此外，馬來亞半島的戰敗和損失致使全軍基本上裝備短缺。」
白思華讓澳洲第8步兵師兩個由高登·班涅特（Gordon Bennett）少將統領的步兵旅負責防守「西部地區」，包括西北部一帶的紅樹林沼澤和叢林，中間有河流和小溪。 「西部地區」的中心是新加坡當時最大的空軍基地登加空軍基地（Tengah Airfield）。哈羅德·伯菲爾德·泰勒（Harold Burfield Taylor）准將統領的澳洲第22步兵旅負責守衛西部10英里（16）寬的防區，鄧肯·麥克斯韋（Duncan Maxwell）准將統領的澳洲第27步兵旅負責守衛新柔長堤以西4,000碼（3,700）的區域。剛抵達新加坡的澳洲第2/4機槍營加強了澳洲步兵防守的陣地。 班涅特麾下還有印度第44步兵旅。
路易斯·希斯（Lewis Heath）中將統領的印度第3軍，包括比利·基（Billy Key）少將統領的印度第11步兵師和印度第8步兵旅的援兵，以及英國第18步兵師被分配到稱為「北部地區」的東北部，其中包括三巴旺海軍基地（Sembawang Naval Base）。弗蘭克·西門斯（Frank Simmons）少將統領的第1馬來亞步兵旅、海峽殖民地志願部隊以及印度第12步兵旅的後備軍負責防守「南部地區」，包括東南部的城鎮。

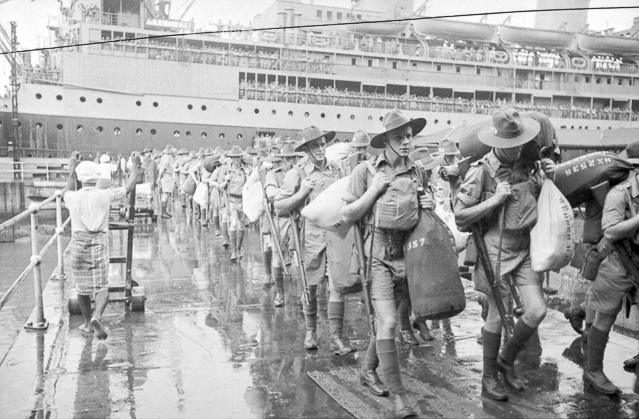
澳洲第8步兵師的士兵抵達新加坡海港

從2月3日起，盟軍遭到日軍炮擊，隨後五天內日也遭到空襲。由於日軍炮擊和空襲太猛烈，盟軍的前線部隊和指揮部之間的通訊嚴重受阻，影響了島嶼防禦的準備。 日軍司令官山下奉文中將和他的參謀透過空中和陸地的偵察、間諜情報以及從柔佛州高處觀察，深入地了解了盟軍在新加坡的佈署，在柔佛蘇丹的王宮和秘書處大樓設立軍事總部，策劃進攻新加坡。儘管山下奉文的部下認為盟軍炮兵可能會射擊柔佛蘇丹王宮，山下奉文卻相信盟軍會避免對王宮造成任何損害，因為他們不想負面影響英國殖民地政府與柔佛王室的關係。山下奉文的看法是正確的。儘管柔佛蘇丹王宮在盟軍炮兵的射程之內，盟軍總部卻不讓他們射擊王宮。

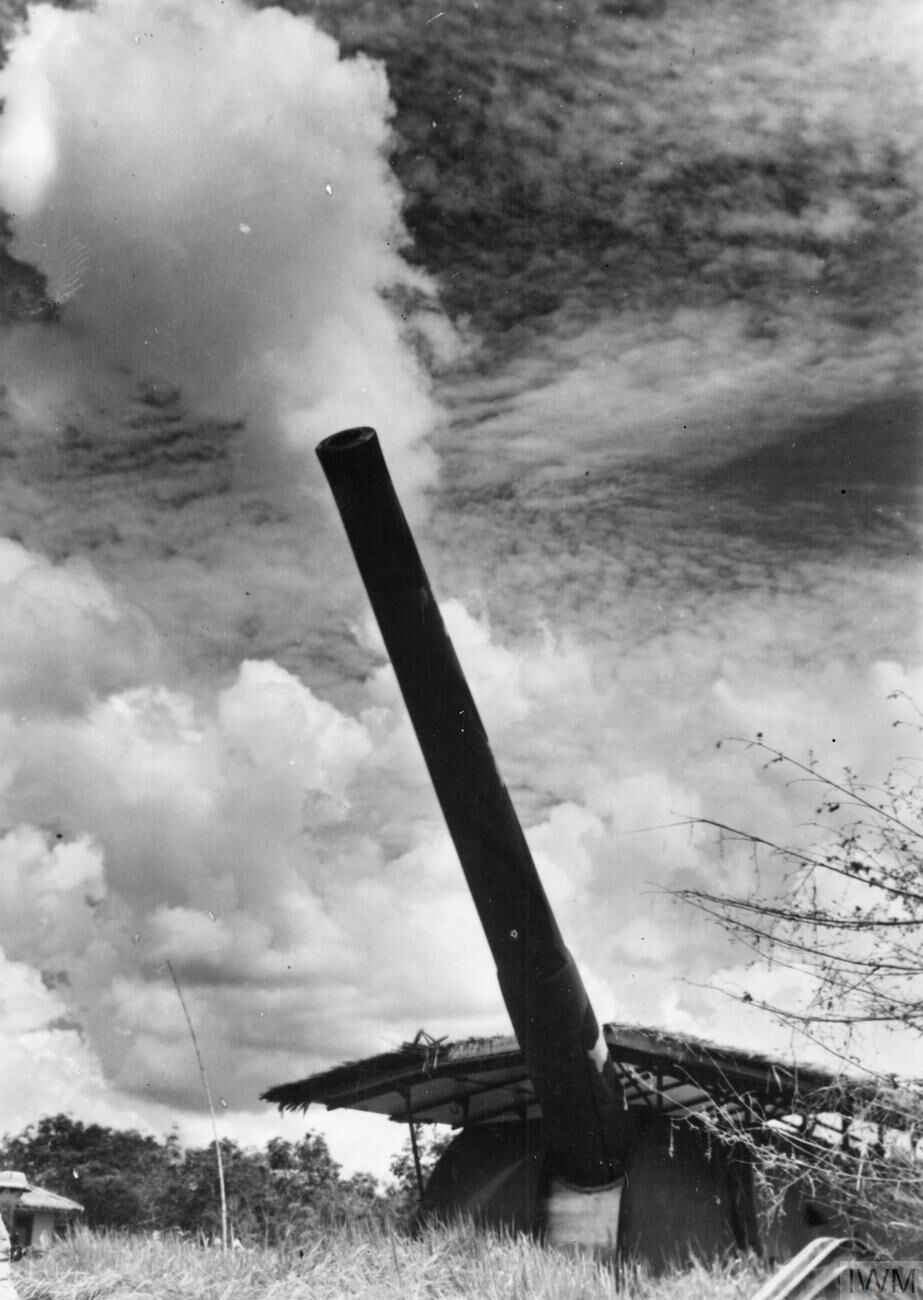
新加坡的一門四一式36公分艦炮

新加坡大部分的BL 15英吋 Mark I艦炮都可以被運往北部，讓盟軍用來炮擊日軍。這些火炮包括裝備三門15英寸（380）火炮、位於新加坡東南部樟宜（Changi）的柔佛炮台（Johore Battery），以及裝備兩門15英寸（380）火炮、位於新加坡西南部的波娜維斯達炮台（Buona Vista Battery）。它們都配備反艦用途的穿甲彈和少數的高爆彈。 白思華錯誤地猜測日軍會從新加坡東北部登陸，忽視部下的建議加強西北部的防禦。（白思華有些部下認為柔佛海峽在新加坡西北部最狹窄，而此處有很多小溪河作為掩護，很適合使用登陸艇，所以日軍最有可能從西北部進攻新加坡。） 日軍也故意在新加坡東北部虛張聲勢，成功地引誘盟軍把最精銳、兵力最充足的英國第18步兵師以及大部分的裝備和資源調到東北部。西北部方面，兵力和裝備不足的澳洲第8步兵師的三個旅當中有兩個缺乏固定的防禦工事和障礙物，而更為嚴重的是白思華命令他們向前防守西北部的水道。一旦日軍進攻，澳洲軍雖然能立即全力投入戰鬥，但行動和防禦範圍也因此減少了或有限。 澳洲第8步兵師的那兩個旅後來被分配去防守超過11英里（18）的寬闊戰線，中間隔著克蘭芝河（Kranji River）。
日軍兵力一共大約30,000人，來自三個師團：西村琢磨中將統領的近衛師團、松井太久郎中將統領的第5師團和牟田口廉也中將統領的第18師團。 三個師團還有一個輕型坦克旅支援。 盟軍從馬來亞撤軍後大約有85,000人，其中15,000人是非戰鬥行政人員，其餘大多數的都是剛抵達新加坡、處於半訓練狀態的英國、印度和澳洲增援部隊，而有實戰經驗、曾參與過馬來亞戰役的部隊大多數都缺乏兵力和裝備。
在日軍發動攻擊前的幾天裡，澳洲第22步兵旅的偵察隊在夜間被派往柔佛海峽以北收集情報。2月6日晚上，被派出的三個偵察隊其中一隊被日軍發現，隊長陣亡和船隻被毀後不得不撤退，其餘兩隊成功地上岸。在一天內，兩個偵察隊發現日軍在北岸集結了大量的兵力，但未能找到日軍的登陸艇。 澳洲第22步兵旅收到情報後傳達給盟軍總部，並要求總部下令炮擊北岸，以擾亂日軍的準備工作。盟軍總部卻認為這些情報無關緊要，因為他們堅信日軍攻擊時會從東北部開始，而不是西北部，因此忽視這些情報。

## 經過

### 日軍登陸新加坡
盟軍炸毀新柔長堤使日軍的進攻推遲了一個多星期。日軍在發動主攻前，從2月8日晚上11點開始用重型火炮在接下來的15小時內沿著柔佛海峽炮轟新加坡西北部，一共發射了88,000枚炮彈（每門炮200枚），毀了盟軍的電話線，並隔離了盟軍的前方部隊。 盟軍炮兵雖然有足夠的火力炮擊日軍，盟軍總部卻並不把日軍的炮擊視為他們發動主攻的前奏，反而誤以為日軍會在接下來數日內從西北部轉移到東北部，繼續炮轟新加坡。儘管日軍的猛烈炮擊超越了盟軍迄今為止在這場戰役中所經歷的任何炮擊，盟軍總部未曾向炮兵部隊發出任何炮擊日軍據點的命令。
2月8日晚上8點30分左右，日軍第5師團和第18師團的第一波部隊開始渡過柔佛海峽。日軍主力部隊約13,000人，來自16個營，其中5個為後備營，攻擊澳洲第22步兵旅的第2/18營和第2/20營。日軍每個師團有150艘駁船和折疊船，足以運載4,000人。第一晚，日軍13,000人登陸，天亮後又有10,000人緊隨其後。 盟軍只有3,000人，缺乏任何重要的後備部隊。
當日軍登陸艇逼近盟軍在莎琳汶沙灘（Sarimbun Beach）的陣地時，分佈在澳洲第22步兵旅各連的澳洲第2/4機槍營的機槍手向日軍開火。盟軍在沙灘上安裝了聚光燈，照亮水面上的日軍，但許多聚光燈在炮擊中被毀了，剩下的未能派上用場。第一波日軍攻擊集中在布洛溪（Buloh River）周圍的第2/18營和第2/20營，以及第2/19營的一個連。第2/19營在右翼激烈戰鬥了一個小時後被日軍包抄，日軍隨後在黑夜和植被的掩護下向內陸推進。第2/19營的抵抗迫使後幾波日軍的船隻在村井溪（Murai River）附近登陸，分開了第2/19營和第2/18營。日軍攻擊第2/19營兩次，最終以兵力上的優勢壓倒第2/19營。一整夜，盟軍不斷地緊急請求炮兵支援，澳洲第2/15野戰炮兵團響應，發射了4,800多枚炮彈。
兩軍連夜進行激烈戰鬥。日軍利用地形和黑夜的掩護，分散到灌木叢中，分別包圍並壓倒盟軍。由於西北部有許多小溪，盟軍的防線有很多缺口，日軍成功地利用這些缺口繞過盟軍防線。到了午夜，日軍發射照明彈，讓指揮部知道已經實現了目標，到了2月9日凌晨1點已經站穩了腳跟。在兩個小時的時間內，參與戰鬥的三個澳洲步兵營試圖重新集結，從海岸向東撤退，整個過程基本上秩序良好。第2/20營四連中的三連集中在納馬齊莊園（Namazie Estate），第2/18營在阿媽宮（Ama Keng）只能集中一半兵力，而第2/19營也撤回了三個連，留下最後一連防守登加空軍基地（Tengah Airfield）。2月9日凌晨，日軍繼續進攻，第2/18營從阿媽宮撤退，第2/20營退到武吉班讓（Bukit Panjang）以西的武林（Bulim）。被日軍攻勢沖散的盟軍散部隊試圖突圍，撤退到登加空軍基地與其他盟軍部隊會合。班涅特把澳洲第27步兵旅的第2/29營調到登加空軍基地增援澳洲第22步兵旅，但第2/29營未能奪回阿媽宮之前，日軍在登加空軍基地附近發動攻擊，第2/29營被迫轉入守勢。 此戰，澳洲軍334人陣亡，214人受傷。

### 空中戰鬥

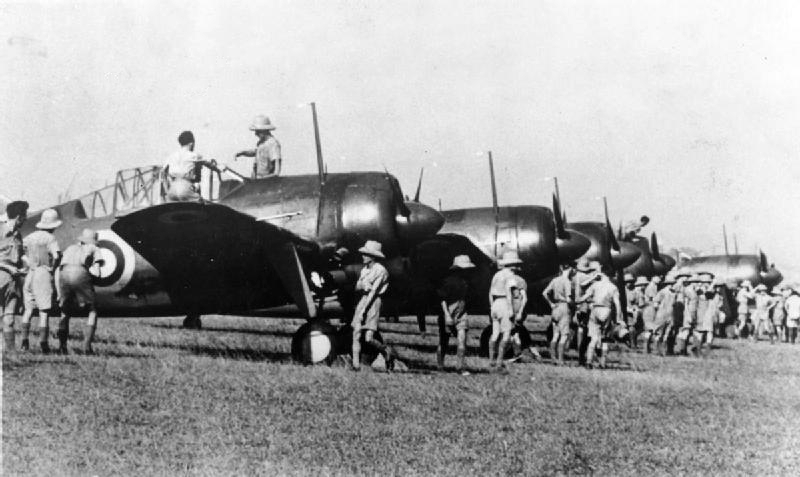
在三巴旺空軍基地的F2A戰鬥機

馬來亞戰役剛爆發時，日軍對新加坡開始進行空襲。1941年12月8日，日軍的遠程轟炸機九六式陸上攻擊機和一式陸上攻擊機從中南半島起飛，首次轟炸新加坡市中心、三巴旺海軍基地（Sembawang Naval Base）和新加坡北部的空軍基地。1941年12月剩下的時間內，新加坡收到一些空襲警報，日軍也偶爾空襲市中心外的軍事設施。日軍的空襲造成新加坡人心惶惶，一名英國士兵甚至把維克斯機槍帶到路中間，準備隨時向任何飛過的飛機開火。他還說：「這些該死的混蛋絕對不會想到在露天地區找到我，我要看到一架該死的飛機被擊落。」 日軍下一次空襲市中心是在12月29日至30日晚上，随后一周内連續每夜空襲，並從1942年1月12日開始也在白天進行空襲。 隨著日軍逐漸從馬來亞向新加坡前進，日夜空襲的頻率和火力不斷增加，造成數千名平民傷亡。
1941年12月，盟軍把51架颶風戰鬥機調到新加坡，一共有24名飛行員，分佈在英國皇家空軍五個中隊。1942年1月3日，當他們抵達新加坡時，原先駐紮在新加坡的F2A戰鬥機中隊已經不敵日軍。英國皇家空軍成立了第232中隊，於1月20日開始運作，在當天以三架颶風戰鬥機的代價摧毀了日軍三架一式戰鬥機。紐西蘭皇家空軍第488中隊原本採用F2A戰鬥機，後改用颶風戰鬥機。在接下來的數日內，颶風戰鬥機也開始像F2A戰鬥機在與日軍空戰時遭受嚴重損失。 1月27日至30日間，英國皇家海軍航空母艦「不屈號」載送48架颶風戰鬥機到東南亞，由英國皇家空軍第226大隊的四個中隊負責操作，從荷屬東印度蘇門答臘巨港附近代號P1的空軍基地起飛，在新加坡上空飛行。 許多颶風戰鬥機在地面上被日軍空襲摧毀。 在整個戰役中，由於盟軍缺乏有效的空中預警系統，許多盟軍飛機在日軍空襲盟軍空軍基地時被摧毀。

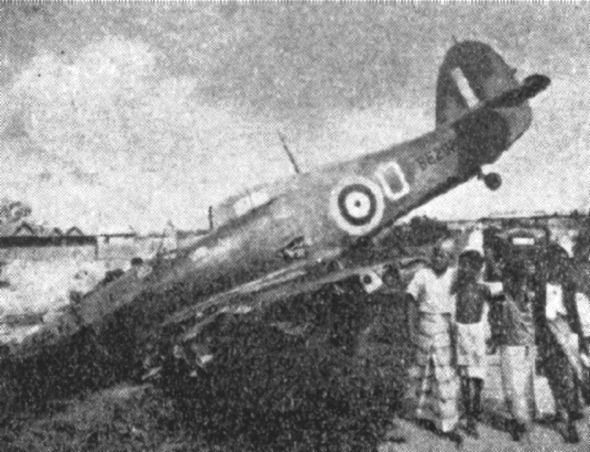
1942年2月8日，英國皇家空軍第232中隊的一架颶風戰鬥機在東海岸路被擊落

到了日軍於1942年2月入侵新加坡時，駐紮在加冷空軍基地（RAF Kallang）的第232中隊只剩下10架颶風戰鬥機為盟軍提供空中掩護。登加（Tengah）、實里達（Seletar）和三巴旺（Sembawang）三個空軍基地都在日軍炮兵的射程範圍內，加冷是唯一剩下可運作的空軍基地，其它倖存的空軍隊已經在1月撤離新加坡去增援荷屬東印度的盟軍。 2月9日早上，雙方空軍在莎琳汶沙灘（Sarimbun Beach）和其它西部地區的上空中展開空戰。在第一次空戰中，盟軍的最後10架颶風戰鬥機從加冷緊急起飛，攔截從柔佛州起飛、為日軍陸軍提供空中掩護的84架戰鬥機。 盟軍以損失一架颶風戰鬥機的代價擊落了6架日軍飛機，並損壞了另外14架日軍飛機。
空戰持續了一整天，到了晚上，盟軍只剩下幾架戰鬥機，加冷也顯然無法再用作空軍基地。白思華決定把剩餘、可飛行的颶風戰鬥機撤到蘇門答臘，於是最後一個颶風戰鬥機中隊於2月9日飛往荷屬東印度，日軍由此在新加坡取得了空中的優勢。2月9日天黑後不久，三艘英國費爾邁爾B機動汽艇（Fairmile B motor launch）襲擊並擊沉了柔佛海峽西部海岸線地區的幾艘日軍登陸艇。 2月10日晚上，美英荷澳司令部總司令阿奇博爾德·韋維爾上將下令將所有剩餘的盟軍空軍人員轉移到荷屬東印度群。據作家弗蘭克·歐文（Frank Owen）所說，此時的加冷空軍基地「佈滿彈坑，無法再使用。」

### 克蘭芝戰役

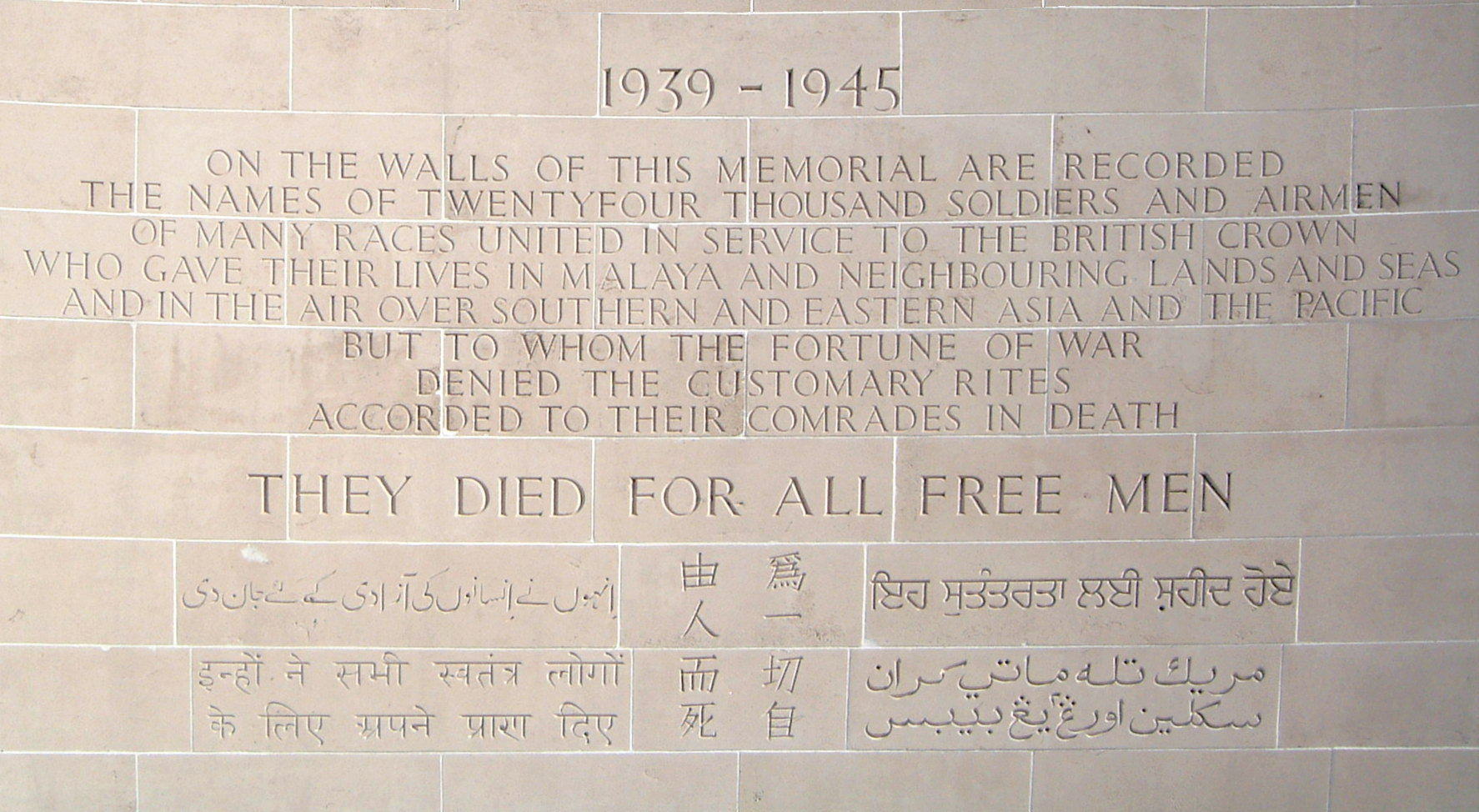
克蘭芝陣亡戰士公墓的銘文

白思華之前堅信日軍會從新加坡東北部登陸，因此未曾派兵增援鎮守西北部的澳洲第22步兵旅，直到2月9日早上才派遣
印度第12步兵旅兵力只有一半的兩個營，兩個印度步兵營中午時分與澳洲軍匯合。不久之後，白思華派混合印度第6和第15步兵旅從新加坡賽馬場到前線增援新加坡北部的澳洲第27步兵旅。 印度第44步兵旅一整天堅守陣地，但因為側翼暴露而感到壓力，白思華和班涅特討論後決定把印度第44步兵旅向東撤退去守南部防線。 班涅特決定在兩條河流之間繪製一條向西的第二道防線，稱為「克蘭芝裕廊轉折線」（Kranji—Jurong Switch Line），其中心圍繞登加空軍基地以東的武林（Bulim）和裕廊（Jurong）北部。
在北部克蘭芝（Kranji）一帶的澳洲第27步兵旅在前一天未曾與日軍戰鬥，只有第2/29營被調去增援澳洲第22步兵旅。麥克斯韋眼看澳洲第27步兵旅只剩下第2/26營和第2/30營，想重組兩個營準備應對日軍來自西側的進攻。 2月9日晚上，日軍近衛師團開始進攻第2/26營的陣地，遭到盟軍迫擊炮隊和機槍手的猛烈攻擊。此外，盟軍之前為了防止日軍奪取附近的油庫，把油庫清空於克蘭芝河中。日軍在逆河流而上時，發現四周都是浮油。盟軍向日軍開火時點燃了石油，導致許多日軍士兵被活活燒死。由於日軍傷亡慘重，西村琢磨向山下奉文請求取消行動，但山下奉文命令他們繼續前進。

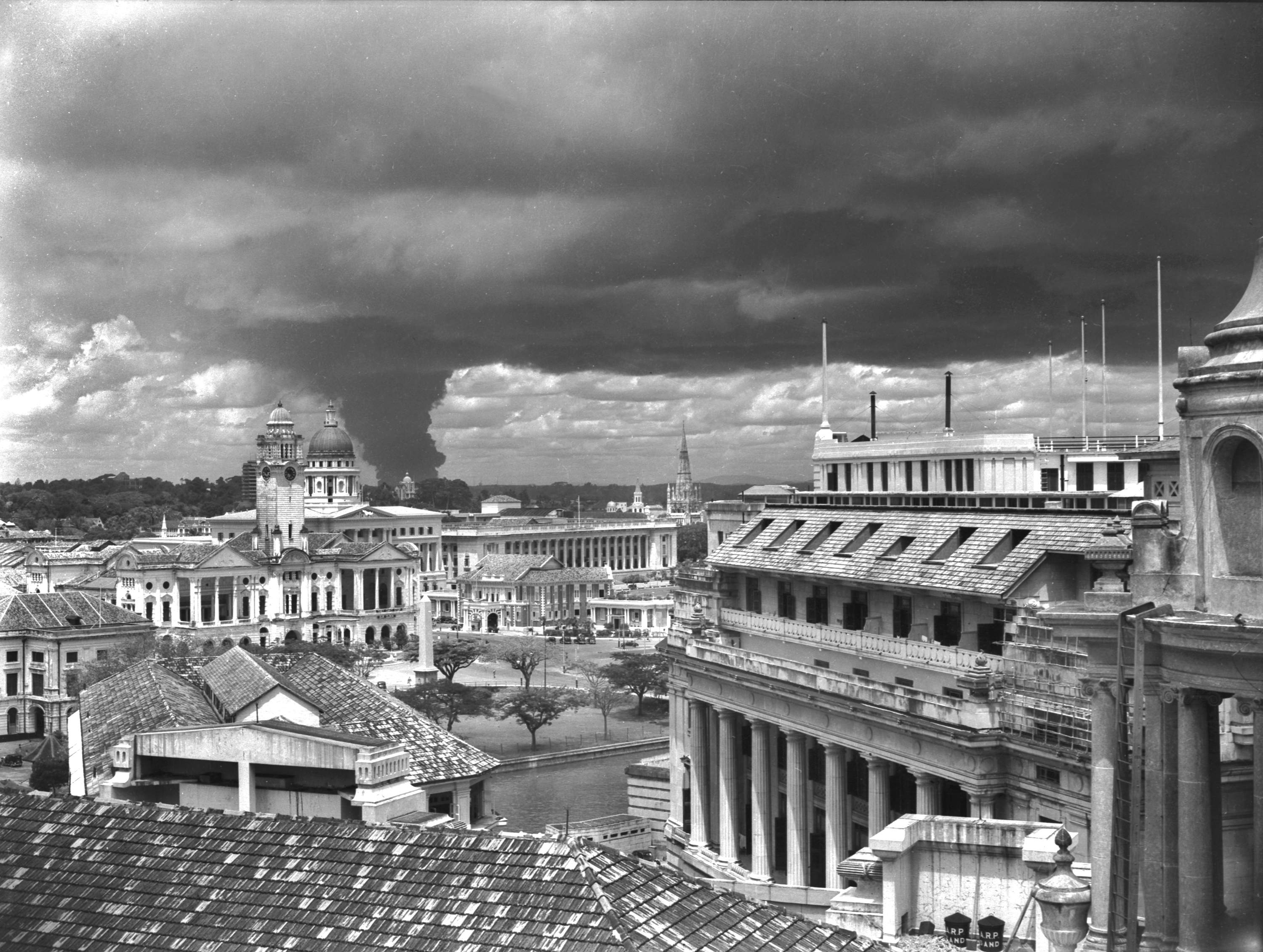
三巴旺海軍基地油庫燃燒產生的煙霧

盟軍由於通訊受阻，防線開始出現裂痕。麥克斯韋知道澳洲第27步兵旅被日軍猛烈攻擊，但無法聯繫澳洲第22步兵旅旅長泰勒，開始擔心會被日軍包抄。 隨著日軍利用克蘭芝河的缺口，從西面開始攻入澳洲第27步兵旅的陣地，第2/26營被迫撤到武吉知馬路（Bukit Timah Road）以東的陣地，第2/30營也隨後從新柔長堤一帶撤退。 澳洲第27步兵旅的撤退後來引起了爭議，因為班涅特表示他沒有授權於麥克斯韋決定是否撤退。 無論如何，最終結果是盟軍失去了對毗鄰新柔長堤西側的海灘和長堤一帶的陣地，暴露了印度第11步兵師的左翼。 日軍獲得了穩固的立足點，可以在不受盟軍抵抗的情況下增強實力。

### 日軍突破盟軍防線
克蘭芝戰役結束後，日軍近衛師團的坦克部隊能在不受阻礙的情況下在克蘭芝（Kranji）登陸，其它火炮和裝甲部隊也能隨後開始渡過柔佛海峽。 印度第11步兵師師長比利·基發現自己的左翼因澳洲第27步兵旅的撤退而暴露，便派遣預備部隊中的印度第8步兵旅奪回新柔長堤以南的高處。 2月10日，兩軍在裕廊防線（Jurong Line）周圍戰鬥，盟軍總部也繪製了一條到感化院路（Reformatory Road）以西的第二道防線，由未調派到裕廊防線的盟軍預備部隊守著。澳洲第22步兵旅旅長泰勒誤解命令，過早向東撤退，與一支由200人臨時組成的澳洲部隊（X營）匯合。印度第12步兵旅旅長阿奇·帕里斯（Archie Paris）准將與右側的澳洲第27步兵旅失去聯繫後，撤退到武吉班讓（Bukit Panjang）附近的路口，導致裕廊防線崩潰。印度第44步兵旅旅長喬治‧巴倫坦（George Ballentine）准將原本負責防守裕廊防線的最左端，但他和泰勒一樣誤解命令，因此也同樣撤退了。 2月10日傍晚，英國首相丘吉爾致電韋維爾：
「我認為你應該了解我們如何看待新加坡局勢。總參謀長已經向內閣報告說白思華有100,000多士兵，其中33,000人來自英國，17,000人來自澳洲。日軍在整個馬來亞半島的兵力是否比我軍多值得懷疑... 在這種情況下，我軍兵力遠遠超越渡過海峽的日軍，在一場激烈戰鬥中應該消滅他們。在這個階段，他絕對不能有拯救士兵或平民的念頭。無論如何，這場戰鬥必須不惜一切代價地打到最後。第18步兵師能憑這次機會名留史冊，所有指揮官和高級軍官應該和部下一起為國犧牲。大英帝國和英國陸軍的榮譽受到了威脅。我須要依靠你對任何形式的軟弱都毫不憐惜。眼看俄羅斯軍如此激烈地戰鬥、美軍在呂宋島如此頑強地抵抗，這場戰役關係到我國和我族的整個榮譽。我希望所有部隊會與敵軍當面交戰並決一死戰。」
2月10日下午，韋維爾得知裕廊防線崩潰，下令白思華進行反攻奪回裕廊防線。 班涅特收到此命令，隨即派遣X營進攻。白思華隨後制定了分成三個階段的反攻計畫，由澳洲第22步兵旅大部分的兵力進行，便把命令傳達給班涅特。班涅特在實施計畫時忘了把X營調回。X營由訓練不足、裝備短缺的後備士兵組成，被派遣到武吉知馬（Bukit Timah）。
2月11日凌晨，日軍在登加空軍基地（Tengah Airfield）和裕廊路一帶集中兵力後，第5師團朝著武吉班讓方向前進，第18師團則進攻武吉知馬。第18師團和X營進行戰鬥，X營三分之二的士兵傷亡。 日軍在打退印度第6/15步兵旅後，再次在感化院路一帶和澳洲第22步兵旅交戰。
2月11日，眼看日軍補給不足，山下奉文試圖嚇唬白思華，呼籲他「放棄這種毫無意義、絕望的抵抗。」 被日軍猛攻的澳洲第22步兵旅的兵力已經減少到幾百人了，而且日軍也佔領了武吉知馬地區，包括盟軍在武吉知馬的糧倉和油庫。 韋維爾告訴白思華駐守武吉知馬的部隊必須戰鬥到底，不可向日軍投降。 由於新加坡島中心的蓄水池有落入日軍之手的危險，白思華派澳洲第27步兵旅先奪回武吉班讓，再奪回武吉知馬。 澳洲第27步兵旅被日軍近衛師團打敗，兵力分散在武吉知馬路兩段，直到貝雅士蓄水池（Peirce Reservoir）。
2月12日，隨著局勢惡化，盟軍決定鞏固防禦。2月12日至13日夜間，盟軍總部下令在東部建立28英里（45）的防線守衛新加坡市中心，把新加坡北岸海灘和樟宜（Changi）周圍的部隊調到防線。英國第18步兵師負責守衛蓄水池，與新加坡南部的盟軍保持聯繫。 盟軍在撤退時不斷遭受日軍襲擊。 與此同時，澳洲第22步兵旅繼續堅守荷蘭路（Holland Road）以西的陣地，直到傍晚才退入荷蘭村（Holland Village）。
2月13日，日軍工兵修復新柔長堤，讓更多的坦克渡過柔佛海峽。由於盟軍仍在節節敗退，一些高級軍官建議白思華考慮向日軍投降，以減少平民傷亡。白思華拒絕投降，但向韋維爾請示要求在決定何時停止抵抗方面有更大的自裁權。 日軍奪取了為市中心供水的蓄水池，但沒有切斷供水。 當天，盟軍憲兵以間諜罪處決了帕特里克·希南（Patrick Heenan）上尉。希南本是英屬印度陸軍的空中聯絡官，被日軍軍事情報局招募，使用無線電協助日軍攻擊馬來亞北部的英國皇家空軍基地，最終於1941年12月10日被捕，並於1942年1月受軍事法庭審判。希南在吉寶港口（Keppel Harbour）被槍決，屍體被扔進海裡。
澳洲第22步兵旅在東陵兵營（Tanglin Barracks）周圍的西北方向建立防線並保持全面防禦，右側由英國第18步兵師、印度第11步兵師和第2馬來亞步兵旅守著從花拉路（Farrer Road）東邊到加冷（Kallang）的防線，左側則由印度第44步兵旅和第1馬來亞步兵旅守護著從波娜維斯達（Buona Vista）到巴西班讓（Pasir Panjang）的防線。 除了距離新加坡海港1英里（1.6）的巴西班讓山脊地區，所有防線周圍只發生了短暫的戰鬥。2月13日至15日之間，由一個馬來步兵營、兩個英軍步兵營和一個英軍工兵部隊組成的第1馬來亞步兵旅在巴西班讓戰役中與日軍展開激烈戰鬥。 日軍盡可能避免攻擊澳洲第22步兵旅守衛的陣地，但成功打退英國第53步兵旅，迫使他們沿著湯申路（Thomson Road）退到布萊德路（Braddell Road）以北，到了傍晚和英國第18步兵師的其餘部隊匯合。英軍在北部戰線上挖了壕溝，整夜和日軍進行激烈戰鬥。
2月14日，剩餘的盟軍部隊與日軍持續戰鬥，100多萬平民湧入盟軍在新加坡南部仍控制的3英里（4.8）區域，日軍也連續轟炸和炮轟該區域，造成平民傷亡人數不斷增加。 民政當局開始擔心供水會耗盡，白思華也得知由於許多水管道被損壞，大量水流失，整個供水系統即將崩潰。

### 亞歷山大醫院屠殺

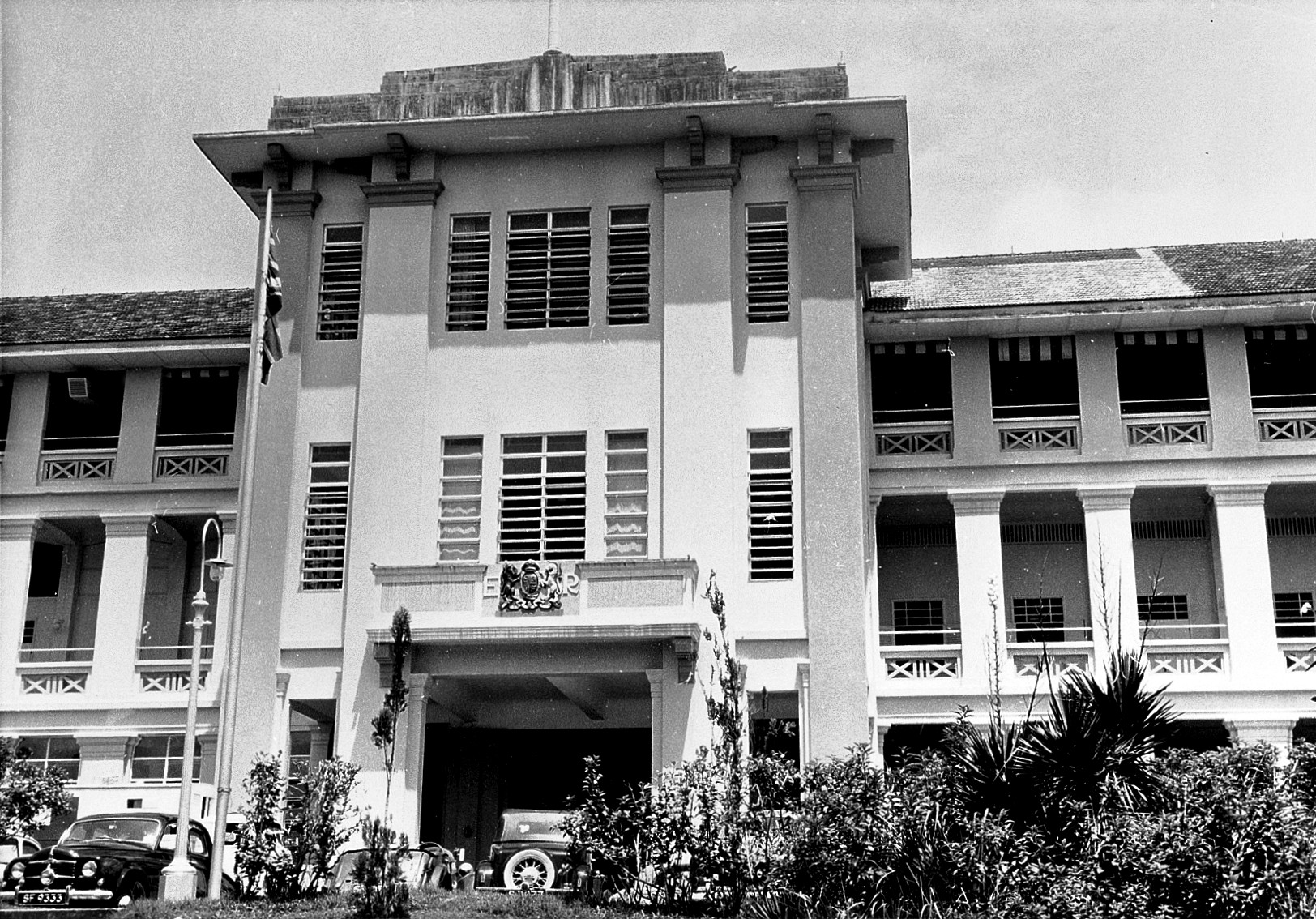
亞歷山大醫院正門

1942年2月14日，日軍進攻新加坡南部西邊的防線，該地區靠近第1馬來亞步兵旅在前一天拼命死守的巴西班讓（Pasir Panjang）。 下午1點左右，日軍突破防線後向亞歷山大醫院前進。一名英軍中尉手握白旗，以特使身份接近日軍，卻被日軍用刺刀刺死。 日軍進入醫院後，屠殺50多名傷兵，其中包括一些正在接受手術的士兵，醫生和護士也被殺。 隔天，日軍集中並綑綁了200多名男性醫院員工和帶傷患者，逼他們步行到附近的一個工業區，在路上摔倒的立刻被刺死。到了工業區，這些俘虜被隔夜關進通風不良的房間，有些在夜間傷重而亡，剩下的在隔天早上被刺死。 有幾名俘虜因裝死而僥倖生存，其中一名是威爾特郡軍團的阿瑟·海恩斯（Arthur Haines）二等兵。他在戰後寫了一篇四頁長的記述回憶亞歷山大醫院屠殺，2008年他的女兒在私人拍賣會上出售。

### 新加坡淪陷

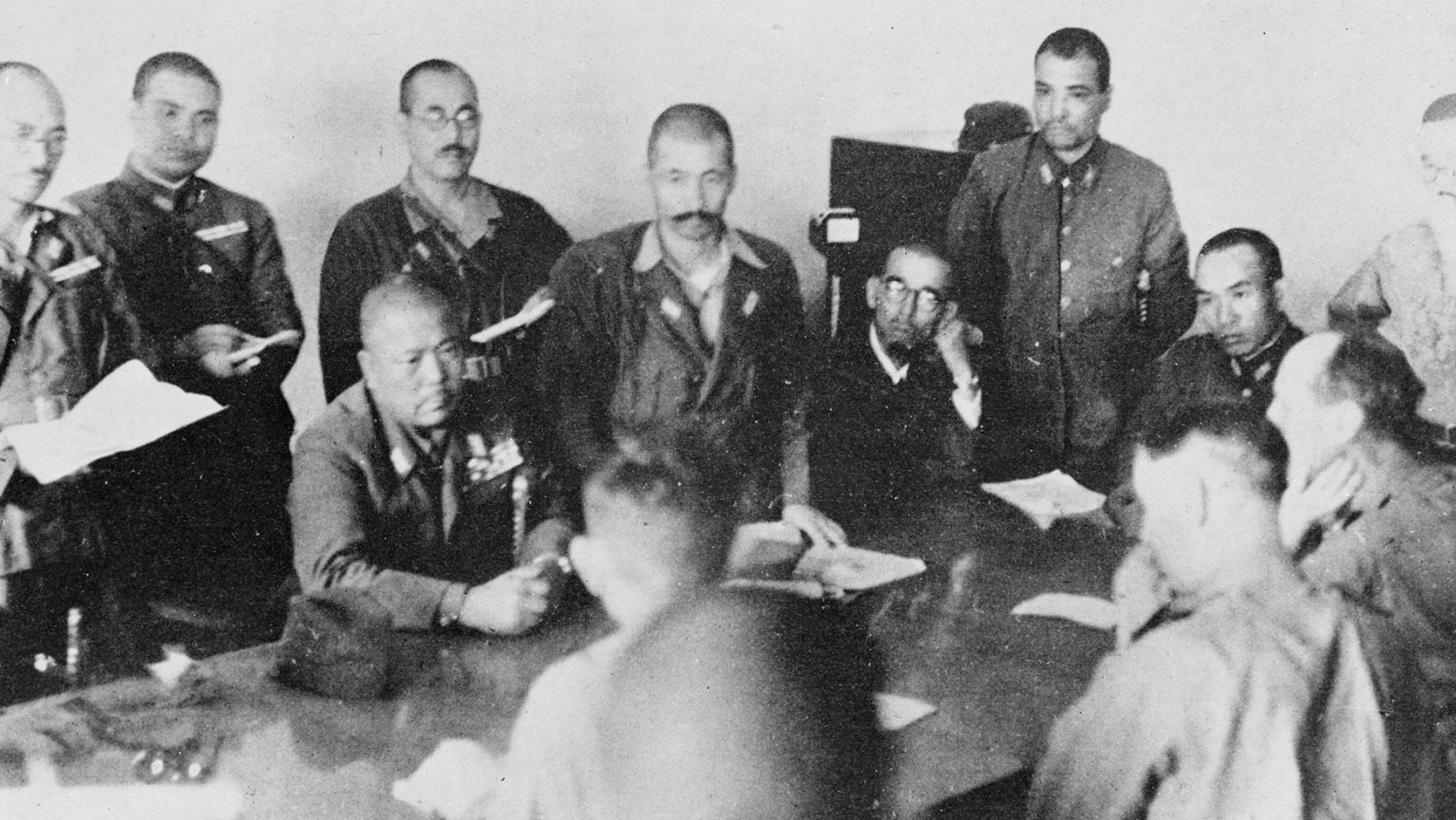
山下奉文向白思華強調他要英軍無條件投降

2月14日至15日夜間，日軍繼續攻擊盟軍的防線。盟軍雖然成功地堅守，但軍事補給狀況卻迅速惡化。供水系統遭到嚴重破壞，供應不穩定，糧食短缺，軍車汽油幾乎耗盡，野戰炮、高炮彈藥所剩無幾，無力阻擊日軍空襲，市中心的平民也傷亡慘重。 盟軍幾乎沒有完成建造防空洞的工作，有些士兵也開始逃亡或掠奪，進一步加劇了市中心的混亂。 2月15日早上9點30分，白思華在福康寧（Fort Canning）與其他高級軍官舉行會議，提出兩個選擇：立即反擊並奪回武吉知馬（Bukit Timah）周圍的蓄水池和軍事糧庫，或者向日軍投降。众軍官在會議上坦誠地發表意見，最後一致認為不可能進行反擊，因此決定投降。 戰後分析表明，盟軍反擊或許有成功的機會，因為日軍的補給線已經到了極限，而且他們的炮兵部隊也耗盡了彈藥。
盟軍總部選定一個代表團前往日軍總部，由一名高級參謀、一名殖民地政府秘書和一名翻譯員組成，三人乘坐一輛掛著英國國旗和白旗的汽車到日軍前線，討論雙方停止交戰。 他們回來覆命時說山下奉文要白思華親自帶所有參謀前往武吉知馬路的福特汽車工廠（Ford Motor Factory）與他會面並共討投降條件。日軍也要求盟軍把日本旭日旗懸掛在新加坡當時最高的建築物國泰大廈（Cathay Building）。 2月15日下午5點15分左右，白思華正式向山下奉文投降。 當天早上，白思華已經下令銷毀所有秘密和技術設備、密碼、秘密文件和重型槍炮。

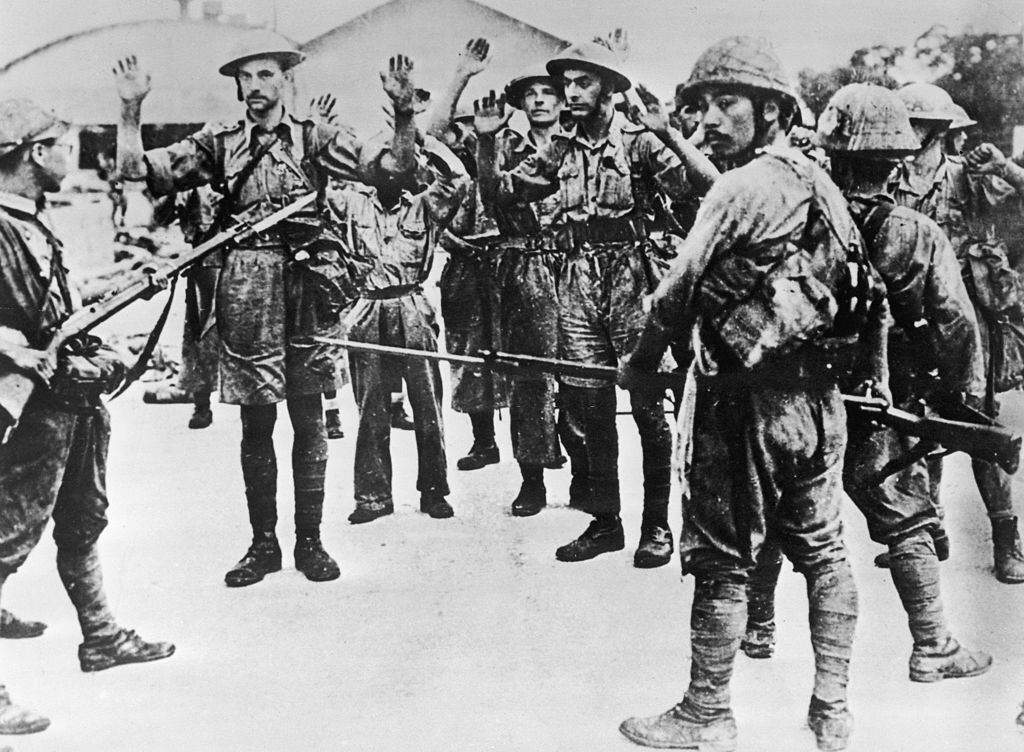
薩弗克郡軍團的投降士兵被日本士兵用槍指著

根據投降條款，雙方必須在當晚8點30分停止交戰，新加坡所有盟軍必須無條件投降、留在原地並在一小時內解除武裝。英軍能暫時保留1,000帶武裝的士兵阻止掠奪行為，直到日軍接手。山下奉文也同意對新加坡的平民負起全部責任。 班涅特得知白思華投降後，把澳洲第8步兵師的指揮權交給炮兵指揮官塞西爾·卡拉漢（Cecil Callaghan）准將，再和幾名參謀一起乘坐小船逃離新加坡，最終回到澳洲。
據報道說，有15,000至20,000名澳洲士兵在新加坡淪陷時被俘虜。 班涅特將失敗歸咎於白思華和英屬印度軍隊，但卡拉漢卻說澳洲部隊在戰鬥接近尾聲時受到了許多逃兵的影響。 戰後，詹姆斯·赫維·泰爾（James Hervey Thyer）和查爾斯·亨利·卡佩（Charles Henry Kappe）編寫的一份報告說到了戰鬥的最後階段，只有最多三分之二的澳洲部隊繼續堅守防線。 許多英軍部隊也受到了類似的影響。
桑赫斯特皇家軍事學院高級講師克利福德·金維格（Clifford Kinvig）在分析新加坡戰役時，指責澳洲第27步兵旅旅長鄧肯·麥克斯韋的失敗主義態度，沒有妥善保衛新柔長堤和克蘭芝河之間的地區。作家彼得·埃爾菲克（Peter Elphick）也聲稱澳洲士兵佔了盟軍掉隊者的大多數。 據其它消息來源所說，澳洲第22步兵旅旅長哈羅德·伯菲爾德·泰勒在壓力下情緒崩潰。作家彼得·湯普森（Peter Thompson）寫道，澳洲第22步兵旅「寡不敵眾，戰敗是不可避免的。」歷史學家約翰·科斯特洛（John Costello）認為白思華堅持把澳洲第22步兵旅集中在海灘是一個嚴重的錯誤。 山下奉文將盟軍戰敗的責任歸咎於英軍低估了日軍的軍事能力，以及白思華在應該增援防守新加坡西北部的澳洲部隊時的猶豫不決。
阿奇博爾德·韋維爾在戰時寫的一份機密報告於1992年公開，報告中寫道新加坡的淪陷歸咎於澳洲軍。 澳洲軍史學家亨利·約翰·科茨（Henry John Coates）認為韋維爾的報告缺乏實質內容，因為儘管盟軍在戰役的最後階段無疑缺乏紀律，尤其是那些臨時被派上戰場、訓練不足的英國、印度和澳洲增援部隊，澳洲第8步兵師在作戰時表現出色，甚至得到了日軍的尊重。 在馬來亞戰役中，澳洲軍在金馬士（Gemas）、峇吉里（Bakri）和三板頭（Jemaluang）取得了戰役中為數不多的傑出戰術成功，而且儘管澳洲軍兵力佔駐守馬來亞盟軍的13%，他們的陣亡人數卻佔盟軍的73%。 科茨認為，新加坡淪陷的真正原因是新加坡戰略的失敗，而澳洲政府也因為缺乏給駐守新馬的澳洲軍提供足夠的軍事資源促成了整個戰略的失敗。

## 戰役結果

### 分析
日軍以平均每天9英里（14）的速度從泰國新戈拉（今宋卡）行650英里（1,050）至新加坡南海岸。 據報道，德國元首阿道夫·希特勒對日本迅速取得連勝印象深刻，但他對新加坡戰役卻持不同看法，認為這是「白人」的挫折，但最終符合德國的軍事利益。據報道，希特勒不讓德國外交部長約阿希姆·馮·里賓特洛甫發表祝賀日本的公報。 英國首相溫斯頓·邱吉爾把新加坡的陷落稱為「英國史上最嚴重的災難和最大的投降」。 他的醫生莫蘭男爵寫道：
「2月15日新加坡陷落的消息令首相驚愕不已。我軍十萬人（其中一半是我族）怎麼會向兵力較少的日軍舉手投降呢？ 儘管他已經逐漸做好了心理準備，新加坡要塞的淪陷還是讓他震驚不已。他覺得這是一種恥辱，在他的心裡留下了一道傷痕。幾個月後的一個晚上，當他裹著毛巾坐在浴室裡時，他停止擦乾身體，陰鬱地審視著地板，悲傷地說：『我無法忘記新加坡。』」
1942年，新加坡的淪陷和英軍在東南亞的其它戰敗极大的削弱了英國在該地區的威望。作家艾倫·沃倫（Alan Warren）表示，新加坡的陷落粉碎了大英帝國持久和強大的幻想，最終使歐洲國家在亞洲的殖民地在短期內難以為繼，並預示到了戰後該地區殖民主義的終結。

### 傷亡統計

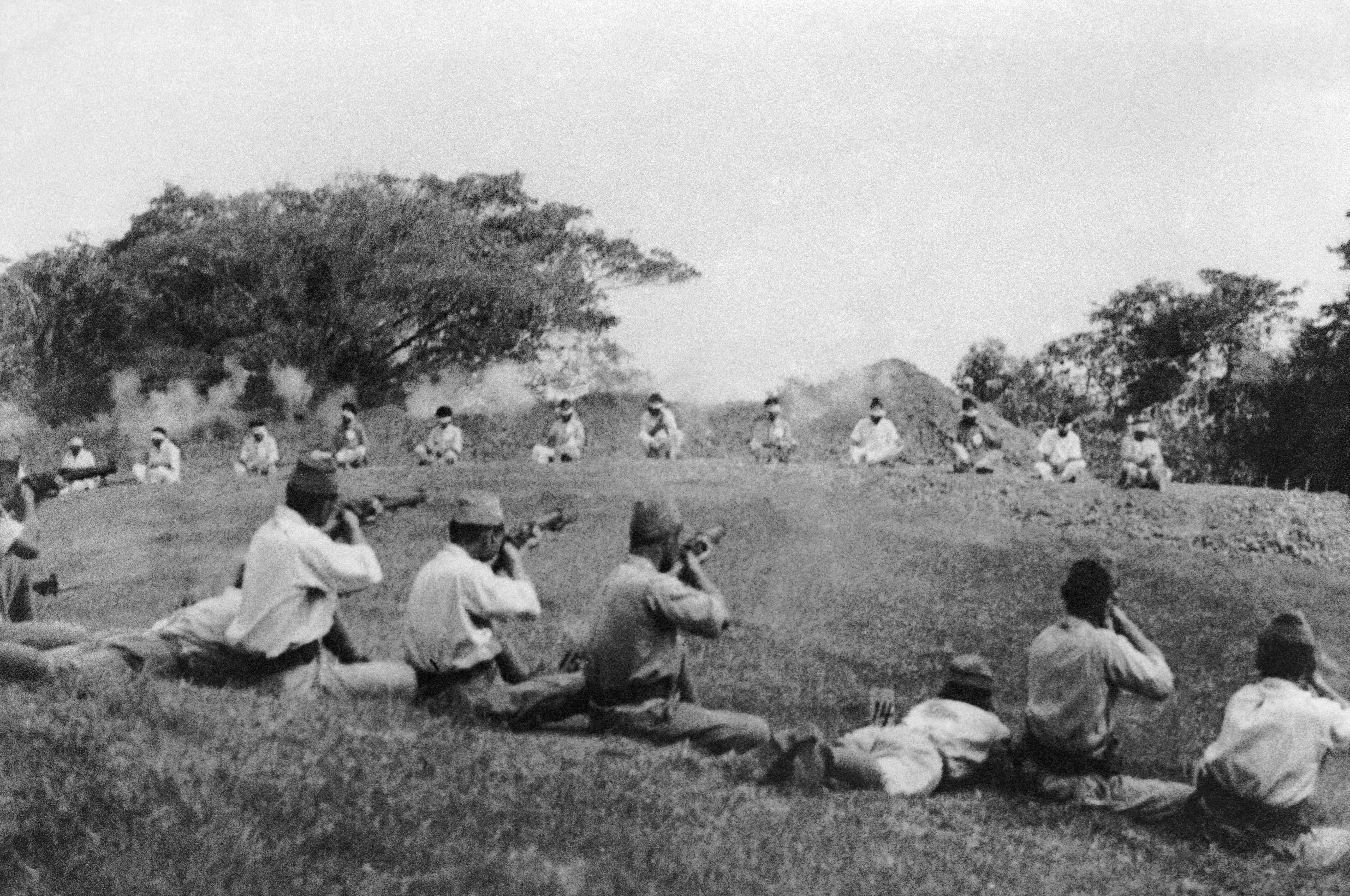
日本士兵槍斃被蒙眼的英屬印度陸軍錫克俘虜

除了在馬來亞戰役中的傷亡損失以外，盟軍還有將近80,000來自英國、印度、澳洲和其它英屬地區的士兵被日軍俘虜，大約5,000人陣亡或受傷，其中大多數來自澳洲。 日軍在新加坡戰役中有1,714人陣亡、3,378人受傷。在馬來亞和新加坡為期70天的戰役中，盟軍一共有8,708人陣亡或受傷，130,000人被俘，其中38,496人來自英國，18,490人來自澳洲，澳洲人當中1,789人陣亡、1,306人受傷，67,340人來自印度，14,382人是新馬一帶的志願者），日軍一共有9,824人傷亡。

### 後續事件

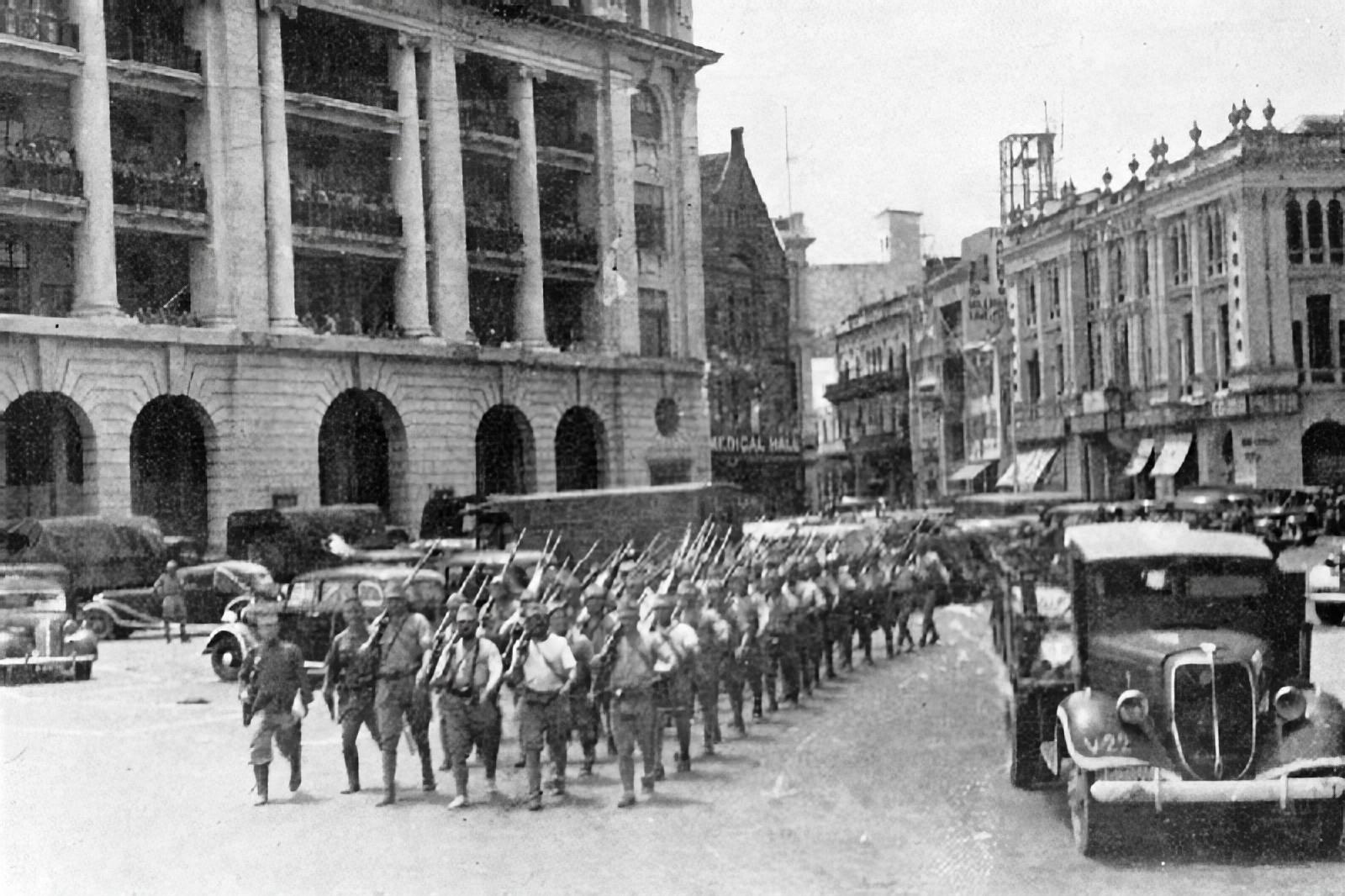
日軍操進浮爾頓廣場

新加坡日佔時期從英軍向日軍投降後開始，日本報紙也得意洋洋地宣布日軍在新加坡戰役中的勝利決定了戰爭的大局。 日軍把新加坡更名為「昭南島」，意思是「在昭和時代獲得的南島」，或者「南方之光」。 澳洲總理約翰·科廷將新加坡戰役比作敦克爾克戰役。不列顛戰役是在敦克爾克戰役後發生的，所以科廷說，「新加坡的淪陷為澳洲保衛戰拉開了序幕」，日本威脅到了英聯邦、美國以及整個英語世界。
當時因為中日兩國正在交戰，日軍認為新馬一帶的華人對其統治構成威脅，同時也想對之前參加過抗日活動的華人以及任何持有反日情緒的人進行報復，因此大量地集中了當地華人，「檢證」其中的親英或反日人士，在肅清大屠殺中殺害了數千名「不良分子」。新加坡的其它種族也未能倖免。在接下來的3年8個月內，新加坡居民在日軍的統治下遭受了巨大苦難。 被俘虜的英國和澳洲士兵被關押在樟宜監獄，許多人在囚禁中死亡。數千名俘虜被日軍用「地獄船」載到包括日本在內的亞洲其它地區進行強行勞役，比如去修建泰緬鐵路或到北婆羅洲山打根（Sandakan）進行死亡行軍，有許多俘虜在海運途中喪生。
印度革命家拉什·貝哈里·博斯（Rash Behari Bose）在日軍的協助下成立了支持印度獨立的印度國民軍，並且成功地招募了許多印度俘虜。1942年2月，在新加坡的40,000印度俘虜中，大約有30,000人加入印度國民軍，其中約7,000人於緬甸戰役中在印度東北部的科希馬和因帕爾地區與盟軍作戰，其餘的在樟宜幫日軍看守俘虜。 少數的印度俘虜被帶到日軍在南太平洋一帶攻佔的地區進行強行勞役，遭受與其他戰俘類似的苦難和殘酷待遇。1943年至1945年間，當太平洋戰爭局勢對盟軍有利時，倖存下來的約6,000人被澳洲軍和美軍解放。
1943年和1944年間，盟軍突擊隊在新加坡海港進行傑威克行動（Operation Jaywick）和裡茂行動（Operation Rimau）襲擊日本船艦，取得了不同程度的成功。 英軍也曾計劃在1945年進行郵拳行動（Operation Mailfist）從日軍手中奪回新加坡，但戰爭在計劃實施前就結束了。1945年9月，日本投降後，英國、印度和澳洲軍隊在潮汐行動（Operation Tiderace）中收復新加坡。 山下奉文因戰爭罪在菲律賓受到美國軍事委員會的審判，儘管他受審的罪行不是新馬一帶的日軍犯下的，他最終還是於1946年2月23日被定罪並處以絞刑。

## 紀念

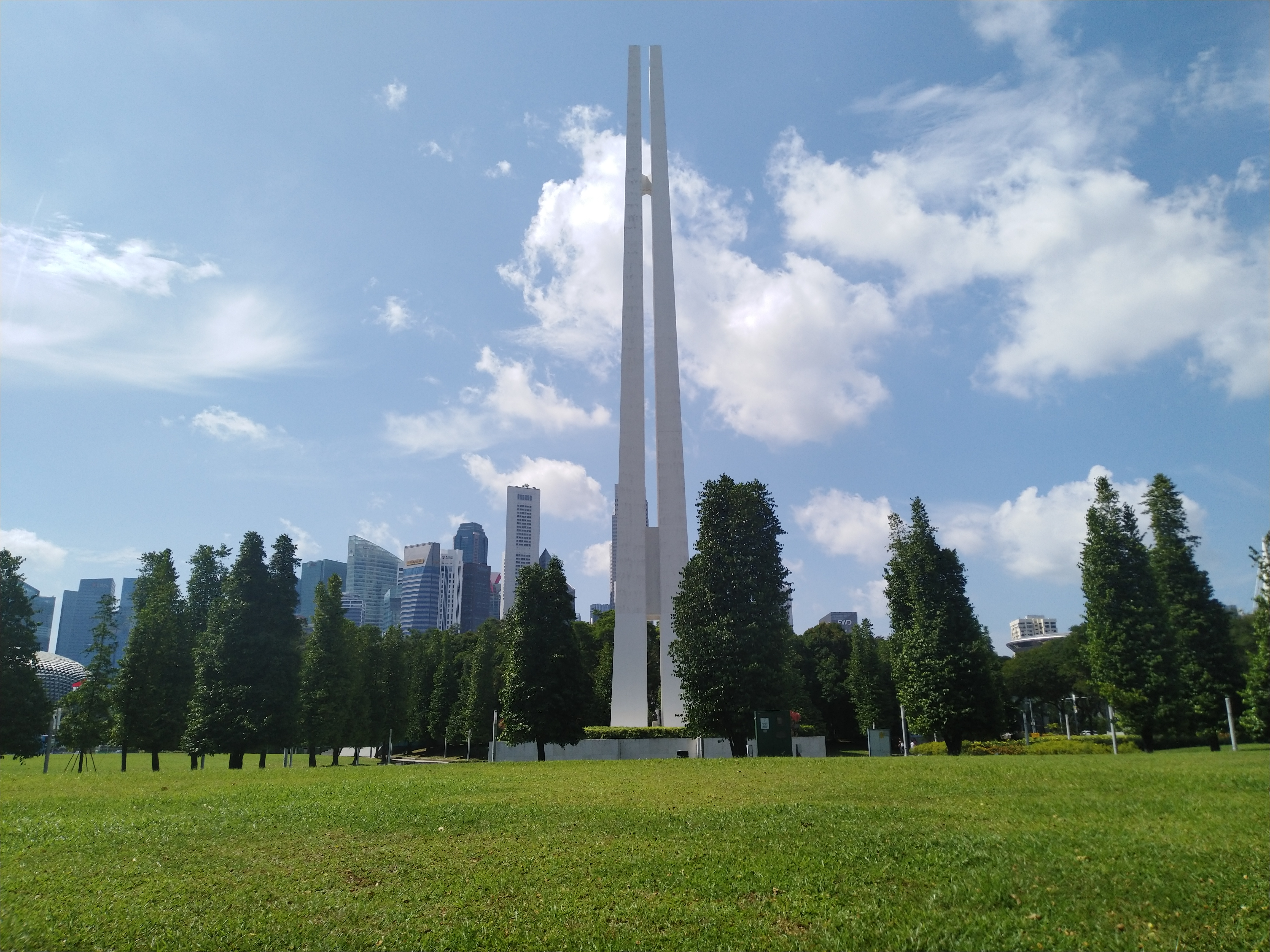
新加坡每年在戰爭紀念公園舉行追悼會。

1984年，新加坡政府首次提出全面防禦，作為國防戰略的概念，並提醒國人只有與國家利益攸關的新加坡人才能有效地保衛國家免受未來的威脅。自1998年起，新加坡把每年2月15日定為全面防衛日，紀念新加坡投降週年，每年的紀念活動包括：
- 自1967年起，在戰爭紀念公園舉辦追悼會，悼念在新加坡日佔時期喪生的平民。
- 自1998年起，公共預警系統的警報聲中午12點5分在全國範圍內響起，新加坡民防部隊也會透過警報器和廣播電台廣播重要訊息訊號。新加坡學校也進行應急準備演習、食物和電力配給。
- 自2015年起，警報響起的時間已改為傍晚6點20分，與1942年新加坡投降的當地時間相對應。[180]

### 引用
1. ↑  L, Klemen. . Forgotten Campaign: The Dutch East Indies Campaign 1941–1942. 1999–2000  [2012-08-13]. （原始内容存档于2012-09-28）.
2. ↑  Allen 2013，第300–301頁.
3. ↑  Blackburn & Hack 2004，第74頁.
4. ↑  Blackburn & Hack 2004，第193頁.
5. 1 2  Allen 2013，第169頁.
6. ↑  Toland 2003，第272頁.
7. ↑  Corrigan（2010年），第280页
8. 1 2  Churchill 2002，第518頁.
9. ↑  Warren 2002，第3–7頁.
10. ↑  Thompson 2005，第6–7頁.
11. ↑  Keogh 1965，第68頁.
12. ↑  Costello 2009，第71頁.
13. ↑  Drea 1991，第204頁.
14. ↑  Drea 1991，第202, 203頁.
15. 1 2  Keogh 1965，第72–73頁.
16. ↑  Costello 2009，第98頁.
17. ↑  Brayley 2002，第14–15頁.
18. ↑  Farrell & Pratten 2011，第91–92頁.
19. ↑  Keogh 1962，第62–65頁.
20. ↑  Moreman 2005，第13頁.
21. ↑  Brayley 2002，第15頁.
22. ↑  Mant 1995，第23頁.
23. ↑  Coulthard-Clark 2001，第198頁.
24. ↑  Gillison 1962，第196, 204–205頁.
25. 1 2  Dennis 2008，第115頁.
26. ↑  Farrell & Pratten 2011，第30, 98, 101頁.
27. ↑  Hall 1983，第62–63頁.
28. ↑  Hall 1983，第67頁.
29. ↑  Powell 2003，第7頁.
30. ↑  Coulthard-Clark 2001，第197頁.
31. 1 2  Murdoch 2012.
32. ↑  Morgan 2013，第9頁.
33. ↑  Coulthard-Clark 2001，第198–199頁.
34. ↑  Wigmore 1986，第137–139頁.
35. ↑  Wigmore 1957，第262, 267頁.
36. ↑  Moreman 2005，第34頁.
37. ↑  . Australian War Memorial.   [3 May 2015]. （原始内容存档于5 May 2015）.
38. ↑  Thompson 2005，第250–251頁.
39. ↑  Keogh 1962，第154頁.
40. ↑  Thompson 2005，第103–130頁.
41. ↑  Thompson 2005，第60–61頁.
42. ↑  Wigmore 1957，第289頁.
43. ↑  Joslen 2003，第130–131頁.
44. ↑  Wigmore 1957，第289–290頁.
45. ↑  Joslen 2003，第60頁.
46. 1 2  Wigmore 1957，第290頁.
47. ↑  Coello, Terry. . Orbat.com.   [7 December 2005]. （原始内容存档于19 November 2005）.
48. 1 2 3  Legg 1965，第230頁.
49. ↑  Thompson 2005，第270–271頁.
50. ↑  Thompson 2005，第262頁.
51. ↑  Wigmore 1957，第308頁.
52. ↑  Lee 2008，第37頁.
53. ↑  Reid, Richard. . Australia-Japan Research Project. Australian War Memorial.   [8 May 2015]. （原始内容存档于2 July 2015）.
54. ↑  Thompson 2008，第239頁.
55. ↑  Smith 2006，第442–443, 527頁.
56. ↑  Kirby 1954，第361頁.
57. ↑  Chung 2011，第24–26頁.
58. 1 2  Coulthard-Clark 2001，第202頁.
59. ↑  Thompson 2005，第285頁.
60. 1 2 3  Thompson 2008，第240頁.
61. ↑  Felton 2008，第33頁.
62. ↑  Murfett et al 2011，第177頁.
63. ↑  Keogh 1962，第157頁.
64. ↑  Hall 1983，第163頁.
65. ↑  Hall 1983，第162–163頁.
66. ↑  Thompson 2008，第286–287, 240頁.
67. ↑  Wigmore 1957，第308–310頁.
68. 1 2  Costello 2009，第199頁.
69. ↑  Thompson 2005，第288頁.
70. ↑  Thompson 2005，第291頁.
71. ↑  Thompson 2005，第297頁.
72. ↑  Thompson 2005，第292, 240, 293–295頁.
73. ↑  Thompson 2005，第296–300頁.
74. ↑  Legg 1965，第235頁.
75. ↑  Regan 1992，第189頁.
76. ↑  Shores et al 1992，第276–288頁.
77. ↑  Perry 2012，第105頁.
78. 1 2  Cull & Sortehaug 2004，第27–29頁.
79. ↑  Shores et al 1992，第350頁.
80. ↑  Grehan & Mace 2015，第442頁.
81. ↑  Gillison 1962，第387–388頁.
82. ↑  Boyne 2002，第391頁.
83. ↑  Thompson 2005，第273頁.
84. ↑  Owen 2001，第176頁.
85. ↑  Richards & Saunders 1954，第40頁.
86. ↑  Thompson 2005，第302–303頁.
87. 1 2 3  Legg 1965，第237頁.
88. ↑  Percival's dispatches published in . London Gazette (Supplement). 20 February 1948. Archived from the original on 15 August 2021.
89. ↑  Owen 2001，第183頁.
90. ↑  Wigmore 1957，第325頁.
91. 1 2  Wigmore 1957，第324頁.
92. 1 2  Legg 1965，第236頁.
93. ↑  Thompson 2005，第305頁.
94. ↑  Wigmore 1957，第331頁.
95. ↑  Thompson 2005.
96. 1 2  Wigmore 1957，第329頁.
97. ↑  Thompson 2005，第308–309頁.
98. ↑  Thompson 2005，第309頁.
99. ↑  Thompson 2005，第310頁.
100. ↑  Thompson 2005，第310–311頁.
101. ↑  Leasor 2001，第246頁.
102. ↑  Thompson 2005，第312頁.
103. ↑  Thompson 2005，第312–313頁.
104. ↑  Thompson 2005，第314頁.
105. ↑  Wigmore 1957，第348–350頁.
106. ↑  Hall 1983，第179頁.
107. ↑  Lloyd 2012，第66頁.
108. ↑  Perry 2012，第104頁.
109. ↑  Smith 2006，第509頁.
110. ↑  Thompson 2005，第316頁.
111. ↑  Kirby 1954，第410頁.
112. ↑  Wigmore 1957，第354頁.
113. ↑  Hall 1983，第180頁.
114. ↑  Shores et al 1992，第383頁.
115. ↑  Thompson 2005，第322–323頁.
116. ↑  Hall 1983，第183頁.
117. ↑  Thompson 2005，第323頁.
118. ↑  Thompson 2005，第329–330頁.
119. ↑  Keogh 1962，第170頁.
120. 1 2  Keogh 1962，第171頁.
121. ↑  Elphick, Peter. . Four Corners Special: No Prisoners. Australian Broadcasting Commission. 2002  [5 March 2007]. （原始内容存档于6 June 2017）.
122. ↑  Smith 2006，第161–163頁.
123. ↑  Elphick 1995，第353頁.
124. 1 2  Wigmore 1957，第369頁.
125. ↑  Thompson 2005，第331–333頁.
126. ↑  Thompson 2005，第332頁.
127. ↑  Perry 2012，第95頁.
128. ↑  Wigmore 1957，第375頁.
129. ↑  Thompson 2005，第333頁.
130. ↑  Hall 1983，第184頁.
131. ↑  Thompson 2005，第333–334頁.
132. 1 2  Thompson 2005，第334頁.
133. ↑  Partridge, Jeff. . National Ex-Services Association United Kingdom.   [7 December 2005]. （原始内容存档于18 October 2005）.
134. ↑  Perry 2012，第107頁.
135. ↑  
. The Telegraph. 11 August 2008  [6 May 2015]. （原始内容存档于18 May 2015）.
136. 1 2  Wigmore 1957，第377頁.
137. 1 2  Costello 2009，第198頁.
138. 1 2  Thompson 2008，第241頁.
139. ↑  Thompson 2005，第339–340頁.
140. ↑  Thompson 2005，第356頁.
141. ↑  Smith 2006.
142. ↑  Hall 1983，第190–191頁.
143. ↑  Wigmore 1957，第378頁.
144. ↑  Hall 1983，第193頁.
145. ↑  . Australian War Memorial.   [6 May 2015]. （原始内容存档于3 April 2015）.
146. ↑  Legg 1965，第255–263頁.
147. ↑  Hopkins 2008，第96頁.
148. 1 2  Morgan 2013，第13頁.
149. 1 2  Murfett et al 2011，第360頁.
150. ↑  Kirby 1954，第401頁.
151. ↑  Murfett et al 2011，第350頁.
152. 1 2  . Four Corners Special: No Prisoners. Australian Broadcasting Commission. 2002  [4 May 2015]. （原始内容存档于26 February 2016）.
153. ↑  Elphick 1995，第352頁.
154. ↑  Thompson 2005，第297–298頁.
155. ↑  Thompson 2005，第355頁.
156. 1 2  Dennis 2008，第344–345頁.
157. ↑  Coulthard-Clark 2001，第204頁.
158. 1 2 3  Wigmore 1957，第382頁.
159. ↑  Hauner 2005，第173–179頁.
160. ↑  Moran 1966，第29頁.
161. ↑  Warren 2002，第295頁.
162. ↑  . World History Group.   [8 May 2015]. （原始内容存档于12 May 2015）.
163. ↑  Legg 1965，第248頁.
164. ↑  Toland 1970，第277頁.
165. ↑  Abshire 2011，第104頁.
166. ↑  Blackburn & Hack 2004，第132頁.
167. ↑  Hasluck, Paul. . Australia in the War of 1939–1945. Series 4 – Civil. Canberra: Australian War Memorial. 1970: 70–71  [2023-12-07]. 6429367X. （原始内容存档于2023-12-16）.
168. ↑  Hall 1983，第211–212頁.
169. ↑  WaiKeng Essay 的存檔，存档日期1 February 2015. 'Justice Done? Criminal and Moral Responsibility Issues in the Chinese Massacres Trial Singapore, 1947’ Genocide Studies Program.  Working Paper No. 18, 2001.  Wai Keng Kwok, Branford College/ Yale university
170. ↑  Church 2012，Chapter 9: Singapore.
171. ↑  Dennis 2008，第126, 431–434頁.
172. ↑  Kinvig 2005，第39頁.
173. ↑  Warren 2007，第276頁.
174. ↑  Brayley 2002，第13頁.
175. ↑  Horner 1989，第26頁.
176. ↑  Bose 2010，第18–20頁.
177. ↑  Smith 2006，第556–557頁.
178. ↑  Jacob, Paul; Wai, Ronnie. . The Straits Times. 6 January 1984  [22 April 2021]. （原始内容存档于2021-04-22）.
179. ↑  . The New Paper. 14 February 1998.
180. ↑  Cheong, Danson. . The Straits Times. 11 February 2015  [15 February 2022]. （原始内容存档于2023-09-26） （英语）.

### 書籍
- Abshire, Jean. . Santa Barbara, California: ABC-CLIO. 2011  [25 October 2020]. ISBN 978-0-313-37743-3. （原始内容存档于12 April 2021）.
- Allen, Louis.  2nd rev. London: Routledge. 2013. ISBN 978-1-135-19425-3.
- Blackburn, Kevin; Hack, Karl. . London: Routledge. 2004  [25 October 2020]. ISBN 0203404408. （原始内容存档于14 April 2021）.
- Bose, Romen. . Singapore: Marshall Cavendish. 2010. ISBN 978-9-81-443547-5.
- Boyne, Walter. . Santa Barbara, California: ABC-CLIO. 2002. ISBN 978-1-57607-729-0.
- Brayley, Martin. . Men at Arms. Oxford: Osprey. 2002. ISBN 978-1-84176-238-8.
- Cull, Brian; Sortehaug, Paul. . London: Grub Street Publishing. 2004. ISBN 978-1-904010-80-7.
- Church, Peter (编).  5th. Singapore: John Wiley & Sons. 2012. ISBN 978-1-118-35044-7.
- Chung, Ong Chit. . Singapore: Marshall Cavendish. 2011. ISBN 978-9-81-443544-4.
- Churchill, Winston.  Abridged. London: Pimlico. 2002 [1959]. ISBN 978-0-7126-6702-9.
- Corrigan, Gordon. . New York: Atlantic Books. 2010. ISBN 978-0-85789-135-8.
- Costello, John. . New York: Harper Perennial. 2009 [1982]. ISBN 978-0-688-01620-3.
- Coulthard-Clark, Chris.  2nd. Crows Nest, New South Wales: Allen and Unwin. 2001. ISBN 978-1-86508-634-7.
- Dennis, Peter; Grey, Jeffrey; Morris, Ewan; Prior, Robin; Bou, Jean.  2nd. Melbourne: Oxford University Press. 2008. ISBN 978-0-19-551784-2.
- Elphick, Peter. . London: Hodder & Stoughton. 1995. ISBN 978-0-340-64990-9.
- Farrell, Brian; Pratten, Garth. . Australian Army Campaigns Series–5. Canberra, Australian Capital Territory: Army History Unit. 2011 [2009]. ISBN 978-0-9805674-4-1.
- Felton, Mark. . Barnsley: Pen & Sword Military. 2008. ISBN 978-1-84415-767-9.
- Gillison, Douglas. . Australia in the War of 1939–1945. Series 3 – Air I. Canberra: Australian War Memorial. 1962  [13 July 2015]. OCLC 2000369. （原始内容存档于25 May 2009）.
- Grehan, John; Mace, Martin. . Havertown: Pen & Sword. 2015. ISBN 978-1-4738-5305-8.
- Hall, Timothy. . North Ryde, New South Wales: Methuen. 1983. ISBN 978-0-454-00433-5.
- Hauner, Milan. . New York: Springer. 2005. ISBN 978-0-230-58449-5.
- Hopkins, William B. . Minneapolis: Zenith Press. 2008. ISBN 978-0-7603-3435-5.
- Horner, David. . St Leonards, New South Wales: Allen & Unwin. 1989. ISBN 978-1-86373-007-5.
- Joslen, H. F. . Uckfield, East Sussex: Naval and Military Press. 2003 [1960]. ISBN 978-1-84342-474-1.
- Keogh, Eustace. . Melbourne: Printmaster. 1962. OCLC 6213748.
- Keogh, Eustace. . Melbourne: Grayflower. 1965. OCLC 7185705.
- Kinvig, Clifford. . London: Conway. 2005. ISBN 978-1-84486-021-0.
- Kirby, Stanley Woodburn. . History of the Second World War I. HMSO. 1954. OCLC 58958687.
- Leasor, James. . London: House of Stratus. 2001 [1968]  [13 September 2020]. ISBN 978-0-7551-0039-2. （原始内容存档于16 August 2021）.
- Lee, Edwin. . Singapore: Institute of Southeast Asian Studies. 2008. OCLC 474265624.
- Legg, Frank. . Sydney, New South Wales: Angus & Robertson. 1965. OCLC 3193299.
- Lloyd, Stu. . Dural, New South Wales: Rosenberg. 2012. ISBN 978-1-921719-20-2.
- Lodge, A.B. . Sydney, New South Wales: Allen and Unwin. 1986. ISBN 0-86861-882-9.
- Mant, Gilbert. . Kenthurst, New South Wales: Kangaroo Press. 1995. ISBN 978-0-86417-732-2.
- Moran, Charles. . Boston: Houghton Mifflin Company. 1966. OCLC 1132505204.
- Moreman, Tim. . London: Frank Cass. 2005. ISBN 978-0-7146-4970-2.
- Murfett, Malcolm H.; Miksic, John; Farell, Brian; Shun, Chiang Ming.  2nd. Singapore: Marshall Cavendish International Asia. 2011. OCLC 847617007.
- Owen, Frank. . London: Penguin Books. 2001. ISBN 978-0-14-139133-5.
- Perry, Roland. . Sydney, New South Wales: Hachette Australia. 2012. ISBN 978-0-7336-2704-0.
- Powell, Alan. . South Melbourne, Victoria: Oxford University Press. 2003. ISBN 978-0-19-551639-5.
- Rai, Rajesh. . Oxford University Press. 2014. ISBN 978-0-19-809929-1.
- Regan, Geoffrey. . Enfield: Guinness. 1992. ISBN 978-0-85112-519-0.
- Richards, Dennis; Saunders, Hilary St. George. . Royal Air Force 1939–1945 II. London: HMSO. 1954  [8 May 2015]. OCLC 64981538. （原始内容存档于24 September 2015）.
- Shores, Christopher F.; Cull, Brian; Izawa, Yasuho.  I. London: Grub Street Press. 1992. ISBN 978-0-948817-50-2.
- Smith, Colin. . London: Penguin Books. 2006. ISBN 978-0-14-101036-6.
- Thompson, Peter. . London: Portrait Books. 2005. ISBN 0-7499-5099-4.
- Thompson, Peter. . North Sydney: William Heinemann. 2008. ISBN 978-1-74166-708-0.
- Toland, John. . New York: Random House. 1970. ISBN 978-0-394-44311-9.
- Toland, John. . New York: The Modern Library. 2003. ISBN 978-0-8129-6858-3.
- Toye, Hugh; Mason, Philip.  Thirteenth Jaico impression. Mumbai. 2006. ISBN 81-7224-401-0. OCLC 320977356.
- Warren, Alan. . London: Hambeldon Continuum. 2007 [2002]. ISBN 978-1-85285-597-0.
- Warren, Alan. . South Yarra, Victoria: Hardie Grant. 2002. ISBN 981-0453-205.
- Wigmore, Lionel (编).  2nd. Canberra: Australian War Memorial. 1986. ISBN 978-0-642-99471-4.
- Wigmore, Lionel. . Australia in the War of 1939–1945. Series 1 – Army IV. Canberra, Australian Capital Territory: Australian War Memorial. 1957  [13 July 2015]. OCLC 3134219. （原始内容存档于11 July 2015）.

## 外部連結
- National Heritage Board, Battlefield Singapore （页面存档备份，存于）